# Perito in materie plastiche
Il perito in materie plastiche è una figura professionale specializzata nelle discipline tecniche e di laboratorio connesse all'industria delle materie plastiche.
Il percorso di studi, sviluppato nell'ambito dell'ordinamento scolastico italiano vigente sino alla riforma scolastica Gelmini con le successive equipollenze, si articolava in un biennio comune e un triennio di specializzazione. Il corso di studi è confluito nell'Istituto tecnico tecnologico a indirizzo Meccanica, meccatronica ed energia.

## Profilo professionale
Il corso di studi di perito industriale in materie plastiche fornisce nozioni degli impianti di materie plastiche e termoindurenti, della tecnologia chimica generale e delle materie plastiche, delle macchine e degli strumenti usati rispettivamente per la fabbricazione ed il controllo del prodotto.
Il perito provvede alla progettazione, all'organizzazione, al controllo e al collaudo delle lavorazioni nell'industria delle materie plastiche.

## Materie

### III anno
Religione o attività alternative; Lingua e lettere italiane; Storia; Complementi di lingua straniera; Matematica; Chimica e laboratorio; Fisica applicata e laboratorio; Impianti di materie plastiche e disegno; Meccanica; Tecnologia meccanica e laboratorio; Tecnologia chimica generale e delle materie plastiche; Esercitazioni nei reparti di lavorazione; Educazione fisica. 

### IV anno
Religione o attività alternative; Lingua e lettere italiane; Storia; Matematica; Chimica delle materie plastiche; Impianti di materie plastiche e disegno; Meccanica; Macchine; Elettrotecnica; Tecnologia meccanica e laboratorio; Tecnologia chimica generale e delle materie plastiche; Esercitazioni nei reparti di lavorazione; Educazione fisica. 

### V anno
Religione o attività alternative; Lingua e lettere italiane; Storia; Chimica delle materie plastiche; Impianti di materie plastiche e disegno; Elettrotecnica; Tecnologia meccanica e laboratorio; Tecnologia chimica generale e delle materie plastiche; Elementi di diritto ed economia; Esercitazioni nei reparti di lavorazione; Educazione fisica.